# 開元府
開元府，五代十国时吴越国设置的府。
大约在天宝元年（908年），分苏州嘉兴县、华亭县、海盐县，置開元府，治所在嘉兴县，今浙江省嘉兴市。一说在宝大元年（924年）设置開元府。长兴三年（932年）废除開元府，嘉兴县、海盐县归杭州，华亭县归苏州。天福三年（938年）吴越国又将嘉兴县、海盐县、华亭县设为秀州。